# Hertogdom Beieren (1340-1349)
Het hertogdom Beieren was een hertogdom in het Heilige Roomse Rijk dat bestond van 1340 tot 1349.
Het herenigde Beierse hertogdom ontstond nadat in 1340 toen de hertogen van Neder-Beieren waren uitgestorven en dit hertogdom herenigd werd met Opper–Beieren. Na de dood van Lodewijk IV van Beieren in 1347 werd het gebied in 1349 bij het verdrag van Landsberg opgedeeld in de hertogdommen Neder-Beieren, geregeerd door Stefanus II, en een nieuw Opper-Beieren, geregeerd door Lodewijk V samen met Lodewijk VI en Otto en het Beieren-Straubin geregeerd door Willem I en Albrecht I.

## Hertogen
- 1340-1347 Lodewijk IV van Beieren
- 1347-1349 Stefanus II en Lodewijk V daarna verdeling